# 德斯利
德斯利（Dursley）是英格蘭格洛斯特郡的一個城鎮。據2011年普查，德斯利有人口6,697人。